# Le Premier Principe - Le Second Principe
Le Premier Principe - Le Second Principe est un roman de Serge Bramly paru le 20 août 2008 aux éditions Lattès et ayant reçu le prix Interallié la même année.

## Historique
Le roman obtient au quatorzième tour de scrutin le prix Interallié par six voix contre quatre à Jean-Paul Enthoven pour Ce que nous avons eu de meilleur et une voix à Dominique Jamet pour Un traître.

## Résumé
Ce roman, empruntant au style du polar, entremêle, de manière non linéaire, différents évènements historiques et affaires  de la période 1980-2000 avec l'histoire d'un jeune photographe, Max Jameson, dont les talents de paparazzi et le coup d'œil pour saisir l'instant juste lui ont permis de se faire un nom reconnu au début des années 1980, dans la presse people (avec différents scoops et clichés de Lady Di) mais aussi auprès de certains hommes politiques du Parti socialiste qui arrivent au pouvoir en 1981 avec l'élection de François Mitterrand. Jameson devient ainsi un proche du Ministre des finances et de l'économie et futur Premier Ministre de la France dans les années 1990, qui, sans être nommément cité, ne peut que représenter la figure de Pierre Bérégovoy. De par son travail et ses entrées dans différents lieux du pouvoir, le photographe est subtilement approché par la DGSE par l'entremise d'un certain Dominique. Celui-ci se présente comme un responsable haut-placé dans une société pétrolière et devient son officier traitant, en réussissant à s'attirer petit à petit son amitié et en lui fournissant divers tuyaux qui l'aident dans son travail au quotidien. En retour, Jameson fournit à Dominique diverses informations sur les arcanes des pouvoirs en place, sert d'agent de liaison à l'occasion de ses voyages à l'étranger, et l'aide également, de par ses origines familiales en Normandie, à trouver dans cette région un haras que souhaite acquérir Richard Drouin, un marchand d'armes suisse, figure centrale des trafics d'armes en Afrique, en ex-Yougoslavie et en Iran, qui entretient des relations commerciales d'intérêts réciproques avec différents gouvernements, dont la France, et sert notamment d'intermédiaire dans les affaires obscures d'otages au Proche-Orient.
En 1993, très perturbé par le suicide de l'ex-Premier Ministre qui fut son ami, Jameson décide pour quelques années de laisser tomber sa carrière de photographe et tente l'expérience, sur les conseils de Dominique, de gérer l'exploitation agricole qu'il a achetée quelques années auparavant. Forcé autant pour des raisons financières que par l'envie de reprendre son travail de journaliste, il se remet en 1997 en traque de scoops et de sujets concernant Lady Diana, maintenant divorcée et s'investissant ouvertement dans des missions caritatives, notamment contre les mines anti-personnel en Angola, où Jameson part de sa propre initiative pour officiellement réaliser des clichés. Par ailleurs, la princesse vit maintenant plus ou moins librement une relation avec son nouvel amant Dodi Al-Fayed. 
À la suite de la révélation sur la place publique des liens entre Richard Drouin et la France, la justice ouvre une enquête et les services de renseignements demandent dans l'urgence à Max Jameson, par l'intermédiaire de Dominique, de faire le ménage dans le haras du marchand d'armes afin de récupérer tout papier compromettant, tout en assurant à Drouin une fuite en Iran. Jameson s'acquitte de cette tâche une nouvelle fois et reprend sa traque de la princesse. Sur la foi d'un renseignement, il apprend le 30 août 1997 que la princesse va partir du Ritz et s'enquiert de son parcours, qui lui est communiqué. Il décide d'attendre la voiture à l'entrée du tunnel du pont de l'Alma pour prendre des photos. Ce rendez-vous s'avère être en réalité un traquenard monté pour l'éliminer, car il devient trop au fait des liens entre la DGSE et Richard Drouin. Par un concours de circonstances, les agents chargés de le tuer arrivent au même moment que la Mercédès de Diana et dans la confusion des voitures provoquent involontairement l'accident et le décès de Lady Di. Jameson qui s'échappe miraculeusement se terre plusieurs jours de cache en cache où il sombre à nouveau dans l'hystérie et la déprime. Il finit par se suicider quelques semaines plus tard en mettant le feu à sa voiture sur le plateau du Larzac à proximité d'un camp militaire et son officier traitant, Dominique, disparaît lui aussi subitement sans prévenir sa hiérarchie.
En 2007, la DGSE retrouve fortuitement la trace de Dominique en Chine, où l'ancien agent, après une longue cavale, s'est établi depuis près de dix ans et a fondé une famille. Il travaille désormais avec sa belle-famille dans une entreprise de maintenance de poids-lourds et s'est totalement fondu sous une nouvelle identité dans une société chinoise en pleine croissance économique. La DGSE charge secrètement son meilleur spécialiste sinologue d'organiser une opération pour éliminer l'ancien officier déserteur et porteur de trop lourds secrets d'État. Celui-ci, fin psychologue et spécialiste des rouages et coutumes de la Chine, décide de monter une subtile souricière sur l'île d'Hainan au prétexte de l'obtention d'un juteux contrat de maintenance de poids-lourds, sous couvert de multiples intermédiaires, pour lequel Dominique devrait in fine se présenter pour conclure l'ultime signature. L'équipe composée de quatre hommes part pour la Chine afin d'abattre Dominique.

## Analyse
Le titre de ce roman fait référence au premier principe de la thermodynamique et à la conservation de l'énergie ainsi qu'au deuxième principe de la thermodynamique énonçant que dans un système clos l'entropie, le désordre, va grandissante.
Le personnage de Max Jameson s'inspire très précisément de la vie et des activités du paparazzi français James Andanson (né Jean-Paul Gonin en 1946), qui après avoir été le photographe des stars et des têtes couronnées devint proche de Bérégovoy. Sa présence au pont de l'Alma au moment des faits a été largement suggérée. Le 5 mai 2000, son corps est retrouvé calciné dans sa BMW sur le plateau du Larzac et son identité confirmée par ses empreintes dentaires et des tests ADN. L'enquête conclut au suicide mais des doutes furent émis par les Renseignements généraux.

## Éditions
- Le Premier Principe - Le Second Principe, éditions Lattès, 2008  (ISBN 2709627698).
- Le Premier Principe - Le Second Principe, Le Livre de poche, 2010  (ISBN 9782253128342).